# Agnieszka Zalewska
Agnieszka Zalewska, właśc. Grażyna Agnieszka Bąk-Zalewska (ur. 24 września 1948 w Krakowie) – polska badaczka, fizyk, profesor nauk fizycznych.

## Życiorys
W 1971 ukończyła studia z zakresu fizyki na Uniwersytecie Jagiellońskim. Cztery lata później na tej samej uczelni uzyskała stopień doktora nauk fizycznych. Habilitowała się w 1995 w Instytucie Fizyki Jądrowej im. Henryka Niewodniczańskiego PAN na podstawie rozprawy zatytułowanej Krzemowy detektor wierzchołka w eksperymencie DELPHI – od pomysłu do wyników z fizyki. 28 kwietnia 2000 otrzymała tytuł profesora nauk fizycznych.
Od 1971 zawodowo związana z Instytutem Fizyki Jądrowej Polskiej Akademii Nauk, przechodząc wszystkie szczeble kariery naukowej, dochodząc w 2000 do stanowiska profesora zwyczajnego. Przez wiele lat prowadziła również zajęcia na Uniwersytecie Jagiellońskim (od 1971 do 2008 z przerwami). W latach 1999–2006 była nauczycielem akademickim na Uniwersytecie Śląskim w Katowicach. Wielokrotnie odbywała staże naukowe, w tym od połowy lat 70. w Europejskiej Organizacji Badań Jądrowych (CERN). W pracy naukowej specjalizuje się w zagadnieniach związanych z fizyką wysokich energii.
W 2012 jej kandydatura na przewodniczącą Rady CERN została zgłoszona przez Polskę, Belgię, Węgry i Czechy. 20 września 2012 wybrano ją na to stanowisko na pierwszą roczną kadencję od 1 stycznia 2013. Funkcję tę pełniła jeszcze przez dwie kadencje do końca 2015.
Została członkiem krajowym czynnym Wydziału III Nauk Ścisłych i Technicznych Polskiej Akademii Umiejętności.

## Odznaczenia
W 2005 odznaczona Złotym Krzyżem Zasługi. W 2017 otrzymała Krzyż Oficerski Orderu Odrodzenia Polski.